# Contea di Muskegon
La contea di Muskegon, in inglese Muskegon County, è una contea dello Stato del Michigan, negli Stati Uniti. La popolazione al censimento del 2000 era di 170 200 abitanti. Il capoluogo di contea è Muskegon.

## Centri abitati

### Città
- Montague
- Muskegon Heights
- Muskegon (county seat)
- North Muskegon
- Norton Shores
- Roosevelt Park
- Whitehall

### Villaggi
- Casnovia
- Fruitport
- Lakewood Club
- Ravenna